# Leiobunum consimile
Leiobunum consimile is een hooiwagen uit de familie Sclerosomatidae.